# Conseil du contentieux administratif
Cet article court présente un sujet plus développé dans : Conseil privé (colonies françaises) et Tribunal administratif (France).
 (janvier 2023).
Si vous disposez d'ouvrages ou d'articles de référence ou si vous connaissez des sites web de qualité traitant du thème abordé ici, merci de compléter l'article en donnant les références utiles à sa vérifiabilité et en les liant à la section « Notes et références ».
Dans la France d'outre-mer, le conseil du contentieux administratif était le nom donné au conseil privé siégeant dans sa formation contentieuse. 
Appliqué aux colonies à partir de 1825, le nom est ensuite resté pour les territoires d'outre-mer jusqu'au remplacement progressif de ces conseils par des tribunaux administratifs, le dernier à changer de nom étant celui de Wallis-et-Futuna en 2003. 